# Hultasjön, Närke
Hultasjön är en sjö i Örebro kommun i Närke och ingår i Norrströms huvudavrinningsområde. Sjön har en area på 0,0427 kvadratkilometer och ligger 162 meter över havet. Sjön avvattnas av vattendraget Garphytteån.

## Delavrinningsområde
Hultasjön ingår i det delavrinningsområde (657467-144854) som SMHI kallar för Ovan Lekhytteån. Medelhöjden är 150 meter över havet och ytan är 48,74 kvadratkilometer. Räknas de 5 avrinningsområdena uppströms in blir den ackumulerade arean 63,83 kvadratkilometer. Garphytteån som avvattnar avrinningsområdet har biflödesordning 2, vilket innebär att vattnet flödar genom totalt 2 vattendrag innan det når havet efter 240 kilometer. Avrinningsområdet består mestadels av skog (69 procent) och jordbruk (12 procent). Avrinningsområdet har 1,73 kvadratkilometer vattenytor vilket ger det en sjöprocent på 3,1 procent. Bebyggelsen i området täcker en yta av 2,25 kvadratkilometer eller 4 procent av avrinningsområdet.